# Bert Schoofs
Bert Schoofs (* 18. Oktober 1945; † 19. Oktober 1993) war ein niederländischer Tischtennisspieler und -trainer. In den 1960er und 1970er Jahren gehörte er zu den Spitzenspielern in den Niederlanden. Er nahm an fünf Weltmeisterschaften teil.

## Werdegang
Bert Schoofs wurde mehr als 100 mal in die niederländische Nationalmannschaft berufen. Er spielte mit dem Verein Delta Lloyd Amsterdam in der höchsten niederländischen Spielklasse. 1970 wurde er nationaler Meister im Einzel, dazu kommen vier Titelgewinne im Doppel mit Carel Deken sowie vier Siege im Mixed mit Sonja Heltzel. Zweimal gewann er das nationale Ranglistenturnier „Top10“. Von 1963 bis 1973 wurde er für fünf Weltmeisterschaften nominiert, wo er jedoch niemals in die Nähe von Medaillenrängen gelangte.
1976 wurde Bert Schoofs vom Niederländischen Tischtennisbund als Bundestrainer verpflichtet.
1993 verstarb Bert Schoofs an den Folgen einer Lungenkrebserkrankung. Er wurde in De Rijp beigesetzt.

## Privat
Bert Schoofs war verheiratet und hatte zwei Töchter. Sein älterer Bruder Frans war ebenfalls Nationalspieler.

## Turnierergebnisse
| Verband | Veranstaltung     | Jahr | Ort       | Land | Einzel     | Doppel     | Mixed        | Team |
| ------- | ----------------- | ---- | --------- | ---- | ---------- | ---------- | ------------ | ---- |
| NED     | Weltmeisterschaft | 1973 | Sarajevo  | YUG  | Qual       | letzte 64  | Qual         | 21   |
| NED     | Weltmeisterschaft | 1971 | Nagoya    | JPN  | letzte 256 | letzte 32  | keine Teiln. | 19   |
| NED     | Weltmeisterschaft | 1969 | München   | FRG  | Qual       | Qual       | Qual         | 20   |
| NED     | Weltmeisterschaft | 1967 | Stockholm | SWE  | letzte 128 | letzte 128 | letzte 64    | 20   |
| NED     | Weltmeisterschaft | 1963 | Prag      | TCH  | letzte 256 | letzte 64  | letzte 128   | 21   |